# São Lourenço (São Filipe)
São Lourenço és una freguesia (parròquia civil) de Cap Verd. Cobreix la part nord del municipi de São Filipe. La freguesia consta dels següents assentaments:
- Achada Mentirosa (pob: 344)
- As Hortas (pob: 380)
- Campanas Baixo (pob: 783)
- Campanas Cima (pob: 375)
- Chã de Monte (pob: 118)
- Curral Grande (pob: 398)
- Galinheiro (pob: 877)
- Inhuco (pob: 517)
- Lomba (pob: 731)
- Monte Tabor (pob: 170)
- Pedro Homem (pob: 315)
- Pico Gomes (pob: 118)
- Ponta Verde (pob: 1,072)
- Ribeira Filipe (pob: 548)
- Santo António (pob: 530)
- São Domingos (pob: 315)
- São Jorge (pob: 635)
- Velho Manuel (pob: 604)

## Esports
La União de São Lourenço és l'equip de futbol de la parròquia i té la base al llogaret de Curral Grande.